# App Installer
App Installer è un componente software di Windows 10, introdotto nell'Anniversary Update del 2016, utilizzato per l'installazione e la manutenzione di applicazioni impacchettate in pacchetti di installazione .appx o .appxbundle; sono database relazionali  con un manifest di app XML. I file .appx e .appxbundle contengono un'app Win32 o un'app della Universal Windows Platform, icone per il menu start e la barra delle applicazioni, una versione virtualizzata di tutte le chiavi del Registro di sistema necessarie e qualsiasi altra risorsa necessaria per il funzionamento dell'app installata.
Gli unici altri componenti di Windows in grado di installare pacchetti APPX sono Windows Store e Windows PowerShell. Tuttavia, quest'ultimo richiede l'attivazione della modalità sviluppatore. App Installer fornisce un'interfaccia più intuitiva che si apre facendo clic sul pacchetto di installazione.
Il design di App Installer è simile a quello del classico Windows Installer, che installa file MSI autonomi. Mostra il nome dell'app, lo sviluppatore, il riquadro del menu Start dell'app e una serie di funzionalità abilitate dal manifest dell'app. Se l'utente fa clic sul pulsante Installa nell'angolo in basso a destra, il programma di installazione dell'app verifica il certificato digitale dell'app. A differenza di un programma di installazione autonomo, il programma di installazione app rifiuta di installare un'app senza un certificato digitale valido. Se il certificato è valido, l'app visualizza una barra di avanzamento dell'installazione blu e mostra all'utente un pulsante per avviare l'app una volta installata completamente. 
App Installer è fisicamente più flessibile di Windows Installer. Può essere ridimensionato e visualizzato in modalità a schermo intero e lo sfondo cambia in base alla modalità chiara o scura a livello di sistema. Le app installate con App Installer possono essere aggiornate tramite Windows Store. È anche possibile aggiornare un'app con il programma di installazione app aprendo il pacchetto con un numero di versione superiore a quello installato. Poiché le installazioni APPX sono in modalità sandbox, a differenza del software tradizionale, è possibile eseguire più installazioni contemporaneamente.